# The Secret of Crickley Hall (miniserie televisiva)
The Secret of Crickley Hall è una miniserie televisiva britannica in 3 episodi, trasmessa dalla BBC a partire dal 18 novembre 2012.
La miniserie è tratta dall'omonimo romanzo del 2006 di James Herbert.

## Trama
La famiglia Caleigh piomba nella disperazione quando il piccolo Cam scompare improvvisamente mentre si trova in un parco giochi con la madre Eve, con la quale aveva un forte legame telepatico. Undici mesi dopo, il padre Gabe accetta un lavoro a Crickley Hall, anche per cercare di elaborare la perdita del figlio: la famiglia si stabilisce in un'antica casa, che durante il periodo della Seconda Guerra Mondiale era un orfanotrofio, teatro di atroci vicende.